# Leptocereus sylvestris
Leptocereus sylvestris  es una especie de planta fanerógama de la familia Cactaceae. Es endémica de Cuba. Es una especie muy rara en la vida silvestre.

## Descripción
Leptocereus sylvestris tiene forma de árbol y alcanza un tamaño de hasta 5 metros de altura. Los principales segmentos del tallo alcanzan un diámetro de hasta 3 cm. Tiene seis y   costillas disponibles muy entalladas con espinas de color  espinas de hasta 7 cm de largo. 
Las flores son tubulares blancas de hasta 7 cm de largo. Su pericarpo y el tubo de la flor  llevan espinas. Las frutas esféricas tiene unas pocos areolas con espinas cortas.

## Taxonomía
Lepismium sylvestris fue descrita por Britton & Rose  y publicado en The Cactaceae; descriptions and illustrations of plants of the cactus family 2: 81, f. 117–118. 1920.
Etimología
Leptocereus: nombre genérico compuesto por el adjetivo griego "λεπτός" (leptos) = delgado y Cereus y de refiere a las delgadas nervaduras de la planta.
sylvestris epíteto latíno que significa "silvestre".